# Reinhard Heydrich
Reinhard Tristan Eugen Heydrich (Halle (Saale), 7 maart 1904 – Praag, 4 juni 1942) was een Duits nazileider en Reichsprotektor van Protectoraat Bohemen en Moravië tijdens de periode van nazi-Duitsland (1933-1945). Hij bezweek aan verwondingen die hij opliep tijdens een aanslag (Operatie Anthropoid) door de Tsjech Jan Kubiš en de Slowaak Jozef Gabčík. Vanwege zijn wreedheid had Heydrich ook de bijnamen de Slager van Praag, het blonde beest en de beul.

## Biografie

### Jeugd
Heydrichs moeder, Elisabeth Maria Anna Amalia Kranz, stamde uit een welgestelde familie en was de dochter van de directeur van het Koninklijk Conservatorium in Dresden. Zijn vader, Richard Bruno Heydrich, was operazanger en componist. Bruno Heydrichs opera's, in de stijl van Richard Wagner, werden in Keulen en Leipzig opgevoerd. Succes bleef echter uit. In 1899 stichtte hij in Halle an der Saale een muziekschool voor kinderen uit de middenklasse. Op het conservatorium was de moeder van Heydrich pianolerares.
Op 7 maart 1904, rond half tien 's morgens werd Reinhard Tristan Eugen Heydrich op de Marienstraße 21 geboren. De naamgeving weerspiegelde de muzikale belangstelling van zijn ouders. Reinhard was het hoofdpersonage uit de in 1895 door Bruno Heydrich geschreven opera Amen. Tristan was afgeleid van de opera Tristan und Isolde van Richard Wagner en Eugen was een eerbetoon aan de vader van Elisabeth Heydrich, de hoogleraar muziek in Dresden en Hofrat, Georg Eugen Krantz.
Reinhard was het tweede kind van Bruno en Elisabeth Heydrich. In 1901 was Maria Heydrich geboren en in 1905 volgde Siegfried Heinz Heydrich.
Toen Reinhard 6 maanden oud was, overleed hij bijna aan de gevolgen van een hersenvliesontsteking. Zijn ouders vreesden voor zijn leven en lieten hem nooddopen. Reinhard herstelde van zijn ziekte, tegen de verwachtingen in. Reinhard was een lastig opvoedbaar kind. Hij was opvliegend en koppig, had een grote geldingsdrang en werd gepest door zijn leeftijdsgenoten.
Beide ouders bekommerden zich weinig om de opvoeding van de kinderen. Heydrich-senior was altijd druk in de weer met zijn muziekinstituut. Moeder Elisabeth zorgde in het huis waar het wemelde van leraren en leerlingen en waar voortdurend muzieklessen werden gegeven. Voor zover er sprake was van opvoeding, gebeurde deze door de moeder, streng en gedisciplineerd. Reinhard keek op naar zijn vader, maar trad niet in zijn voetsporen. Bruno wilde juist wel dat Reinhard een groot musicus werd en daarom werd de jonge Reinhard al snel geleerd hoe hij moest viool- en pianospelen. Hoewel hij zijn leven lang enthousiast was over muziek, drukte sport al snel een veel grotere stempel op zijn leven. Omdat hij van nature zwak was, moedigden zijn ouders hem aan om veel aan lichaamsbeweging te doen, vooral vanaf het moment dat hij in de herfst van 1914 aan het Hallesche Reform-Realgymnasium ging studeren. Naast zijn studie deed Reinhard hier aan zwemmen, hardlopen, voetballen, paardrijden, zeilen en schermen. De jonge Heydrich blonk uit in sport in het algemeen en schermen in het bijzonder. Bruno Heydrich was erelid van de in 1896 opgerichte Reichsfechtschule en startte daar zijn schermcarrière. Hij zou een van de beste degen- en sabelvechters van Europa worden. In het karakter van Heydrich zat de eeuwige drang om de beste te zijn. Hij gebruikte als kind zijn sportkwaliteiten om zich tegen spot te wapenen. De karaktertrek de beste te willen zijn werd later typerend voor de stijl waarin Heydrich in zijn beroep zijn taken uitvoerde.
Reinhard groeide op in een keizersgezind en nationalistisch milieu. Daarnaast kreeg het soldatenleven al vroeg de interesse van Reinhard. Met de nederlaag van Duitsland in de Eerste Wereldoorlog en de afschaffing van het keizerrijk tijdens de Novemberrevolutie (1918) stortte de wereld voor de Heydrichs in, net als voor miljoenen landgenoten. Al tijdens de oorlog was de Duitse economie gekelderd en door de ontberingen van de oorlog bleef er weinig meer over voor liederenavonden en huismuziek. Na het verlies van de oorlog werd dit nog veel erger door de algemene politieke onrust in het land en de elkaar opvolgende financieel-economische crisissen. Voor muzieklessen en cultuur had de gemiddelde burger geen geld meer en het ging daardoor snel bergafwaarts met het conservatorium van de familie Heydrich en van de burgerlijke welstand bleef daardoor ook niet veel meer over. In huize Heydrich geloofde men vol overtuiging in de door militairen en extreemrechtse partijen verspreide dolkstootlegende.

#### Freikorps
In de jaren na de oorlog kwamen diverse zeer tegengestelde politieke stromingen op in Duitsland. Zowel links- als rechts-extremisten probeerden de macht te grijpen. In Halle waren het communistische opstandelingen die de stad innamen. Naar aanleiding hiervan besloot Heydrich zich aan te melden bij het extreemrechtse Freikorps Maercker. Met zijn vijftien jaar was hij eigenlijk te jong om zich bij een Freikorps te mogen aansluiten (de grens lag bij zeventien jaar). Nadat de communisten uit de stad waren verdreven, besloot Georg Maercker het Freikorps Hall op te richten om de stad te beschermen tegen een nieuwe opstand. Er werd ook een burgerwacht opgericht, waarvan Heydrich lid werd.
Na de mislukte Kapp-putsch in Berlijn van reactionaire militairen onder leiding van Wolfgang Kapp, poogden de communisten in Halle voor de tweede maal de macht te grijpen. Tijdens deze opstand deed Heydrich dienst als Technische Nothilfe, een nooddienst ingesteld door het Ministerie van Binnenlandse Zaken die ervoor moest zorgen dat gas, water en elektriciteit bleven werken of, indien nodig, werden hersteld.
Met zijn ervaringen die hij tijdens de opstanden had opgedaan, waaronder zijn lidmaatschap van organisaties als de Völkische Schutz- und Trutzbund en het Freikorps, werd Heydrich een aanhanger van de nationalistische politiek, waarbij de rassenideologie een belangrijk punt was.

### Marinecarrière
Reinhard Heydrich slaagde op het Reform-Realgymnasium met hoge cijfers, vlak voor Pasen 1922. Op 30 maart 1922 meldde hij zich aan bij de Reichsmarine in Kiel om zijn droom, admiraal worden, te verwezenlijken.
De cadettenopleiding van Heydrichs officiersjaargang, de "Crew 22", begon met een zes maanden durende opleiding aan boord van het slagschip Brandenburg. Hierna verbleef hij drie maanden op het opleidingsschip Niobe en van juli 1923 tot maart 1924 deed hij dienst op de kruiser Berlin. Op 1 april 1924 werd Heydrich bevorderd tot Fähnrich en hij volgde een jaar de zeeofficiersopleiding op de marineschool Mürwick in Flensburg.
Ook tijdens zijn opleiding bleef Heydrich een einzelgänger en hij was al snel het mikpunt van vrijwel alle "kameraden". Desondanks dacht Heydrich er niet over om zijn droom op te geven. Als hij zich neerslachtig voelde, trok hij zich met zijn viool terug op het voordek. Op de kruiser Berlin trok hij daarmee de aandacht van luitenant-ter-zee eerste klasse Wilhelm Canaris, de latere admiraal en bevelhebber van de Abwehr. Politiek gezien zaten beide mannen op dezelfde golflengte en Heydrich werd ook geregeld uitgenodigd voor muziekavonden voor Canaris en diens vrouw thuis in Kiel. Tijdens hun ontmoetingen spraken ze onder meer over de oorzaken van de Duitse nederlaag in de Eerste Wereldoorlog, over de middelen om een nieuw, sterk Duitsland te creëren, over imperialistische ambities en hun gemeenschappelijke haat jegens de Franse bezetter van het Ruhrgebied. Mede door de gesprekken met Canaris besloot Heydrich om zich tot officier bij de inlichtingendienst te scholen. Hij leerde de nieuwe technieken van de draadloze communicatie en afluister- en coderingsmethoden kennen.
Heydrich werd op 1 oktober 1926 benoemd tot Leutnant zur See. Hij volgde in het eerste kwartaal van 1927 een opleiding tot technisch officier bij de inlichtingendienst. Na voltooiing van de opleiding deed hij tot oktober 1928 dienst als tweede radio-officier. Deze dienst eindigde toen hij werd benoemd tot Oberleutnant zur See, de hoogste rang die hij bij de marine zou behalen. Tot zijn vertrek bij de marine werkte hij op de afdeling inlichtingen van de marinebasis in Kiel aan de Oostzee.
Op 5 december 1930 leerde Heydrich op een roeiersbal in het concertgebouw van Kiel de 19-jarige Lina von Osten kennen. Drie dagen later vroeg hij haar ten huwelijk en op 18 december verloofden ze zich. De verloving betekende indirect het einde van de marinecarrière van Heydrich. Hij stuurde de aankondiging van zijn verloving, zonder verder commentaar, naar een leerlinge van de Koloniale Frauenschule, met wie hij diverse keren was uitgegaan. Zij beschouwde zichzelf als verloofde van Heydrich en de vader van de leerlinge, een bij de marineleiding invloedrijke ambtenaar, deed zijn beklag over de "trouweloze officier" bij een vriend van hem, genaamd Erich Raeder.
Heydrich moest zich hierop verantwoorden voor de ereraad. Hij had er wellicht met een berisping vanaf kunnen komen, maar Heydrich stelde zich zelfingenomen en zonder schuldbewustzijn op. De ereraad liet de beslissing over aan admiraal Raeder. Die besloot op 30 april 1931 dat Reinhard Heydrich moest vertrekken bij de Reichsmarine. De officiële reden luidt: Ontslag wegens onwaardig gedrag.

### Huwelijk
Op 26 december 1931 trouwde Heydrich met Lina von Osten (1911-1985). Uit het huwelijk kwamen vier kinderen voort:
Klaus (17 juni 1933 - 24 oktober 1943), Heider (23 december 1934), Silke (9 april 1939) en Marte (23 juli 1942).

### Politiefunctionaris en Rijksdaglid
Duitsland kampte met een zware economische crisis en voor een oneervol ontslagen marineofficier lagen de banen niet voor het oprapen. Uiteindelijk vond hij onderdak bij de NSDAP waar hij werd ingedeeld bij het elitekorps van de partij, de toen nog bescheiden SS.
Na Hitlers machtsovername in 1933 werd Heydrich plaatsvervangend hoofd van de Beierse politie. Van 1936 tot aan zijn overlijden in 1942 was hij voor de NSDAP eveneens (formeel) lid van de Rijksdag.

### Alter ego
Aan de zijde van Reichsführer-SS, Heinrich Himmler, maakte Heydrich opnieuw carrière. Hij kreeg de leiding over de Sicherheitsdienst (SD), de geheime dienst van de partij en de Gestapo. Tussen Heydrich en zijn chef ontstond een merkwaardige band. Beide mannen bestreden elkaar om de macht, maar konden ook niet zonder elkaar. Heydrich gold als het prototype van het Arische ras, groot, sportief en blond. Eigenschappen die geen van alle op Himmler van toepassing waren. De SS-chef had dan weer eigen dossiers over zijn alter ego die hem in bedwang moesten houden. Het sinistere duo zou snel uit de schaduw treden van de machtige Sturmabteilung (SA). Samen zaten ze achter de 'Nacht van de Lange Messen', de nacht waarin de hoogste leiders van de SA werden vermoord. Voortaan maakte de SS de dienst uit in nazi-Duitsland. Na de machtsovername door Hitler groeide ook de macht van Heydrich. Alle geheime diensten werden samengevoegd in het Reichssicherheitshauptamt (RSHA), waarvan Heydrich leider werd.

### Oorlog

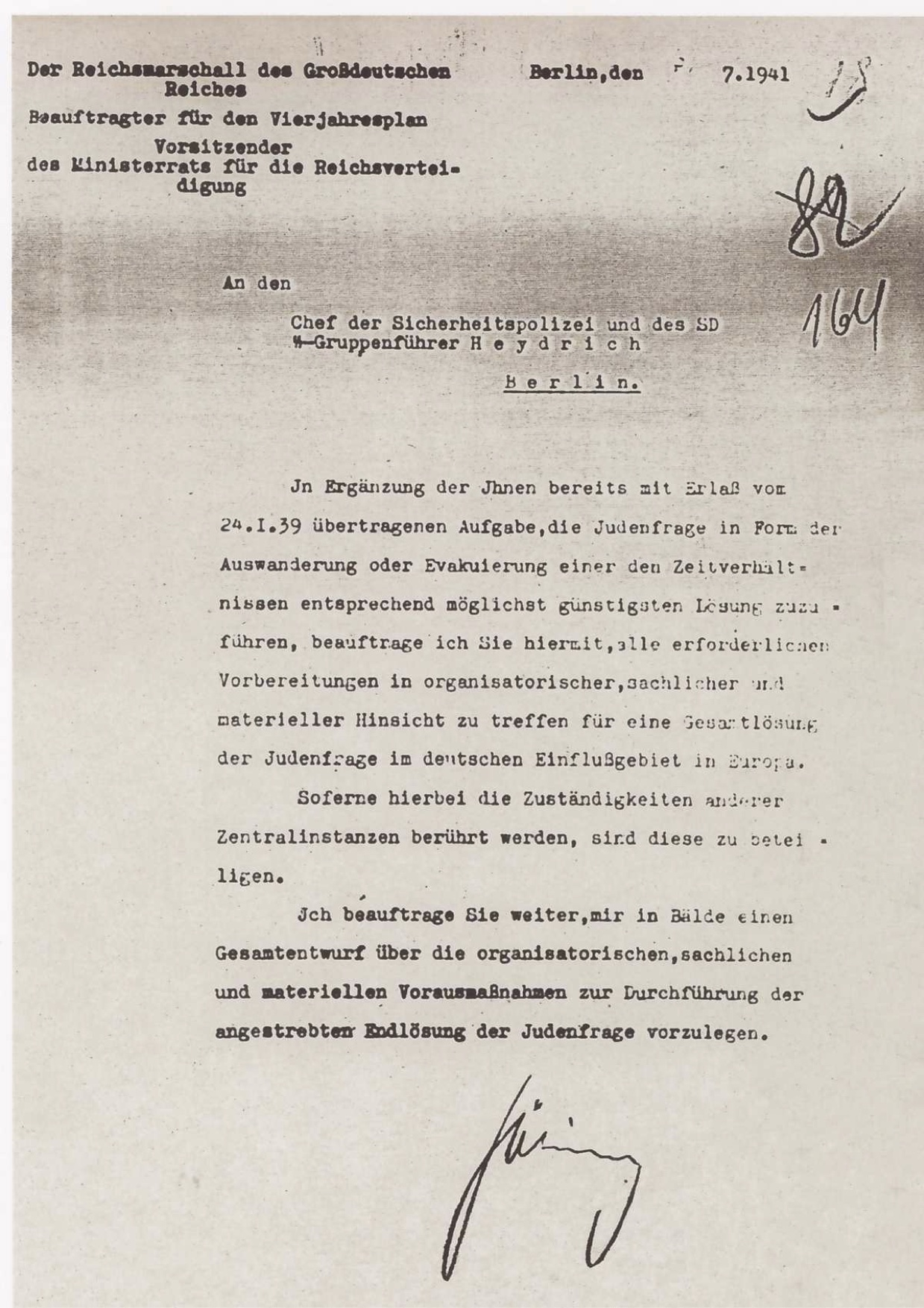
Een brief van Hermann Göring aan Heydrich, een citaat "(...) beauftrage ich Sie hiermit, alle erforderlichen Vorbereitungen in organisatorischer, sachlicher und materieller Hinsicht zu treffen für eine Gesamtlösung der Judenfrage im deutschen Einflußgebiet in Europa."

Met het uitbreken van de Tweede Wereldoorlog nam de invloed van Heydrich verder toe. Zijn geheime diensten waren nu in heel Europa actief. Niet alleen tegenstanders van het regime werden bespied, afgeluisterd en geschaduwd. Heydrich hield zelfs van de hoogste partijbonzen een dossier bij. De ambities van Heydrich gingen verder. Bij het uitbreken van de oorlog meldde hij zich aan bij de Luftwaffe als reserveofficier. Heydrich negeerde het uitdrukkelijke verbod van Himmler om deel te nemen aan gevechtsvluchten en vloog in juni 1941 naar het oosten. Hij kwam opdagen op vliegveld Baltsi in het zuidelijke deel van het oostfront in het uniform van een majoor van de Luftwaffe en werd in die II. Gruppe/Jagdgeschwader 77 "Herz As" opgenomen, en vloog in een Messerschmitt Bf 109-jager, een vliegtuigtype waarmee hij al eerder gevlogen had. Zijn vliegtuig werd in de middag van 22 juni boven Jampol door een luchtafweergranaat getroffen, waardoor de motor uitviel en hij een noodlanding moest uitvoeren. Hij had geluk en werd al na twee dagen gevonden door Duitse soldaten. Dit voorval had wel tot gevolg dat hem voortaan verboden werd te vliegen.
Zijn inzet aan het front leverde Heydrich het IJzeren Kruis 1e Klasse op. Hij ontving ook de speld Frontspange, voor 60 gevechtsvluchten. Hoeveel gevechtsvluchten Heydrich in die maand werkelijk gemaakt heeft, is onbekend.

### De wieg van de Holocaust
Met het uitbreken van de oorlog hoefden de nazi's geen rekening meer te houden met de buitenlandse opinie. Sinds de machtsovername was er onder toeziend oog van de SS een 'euthanasieprogramma' opgezet. Gehandicapten en zwakzinnigen werden gezien als minderwaardig en vermoord. Deze operatie werd Aktion T4 genoemd. Tegen de Joden werden enkele bloedige pogroms ondernomen en het werd hen praktisch onmogelijk gemaakt in de openbaarheid te komen. Na de invasie van Polen werden de Joden er bijeengedreven in getto's. Bij het binnenvallen van de Sovjet-Unie in 1941 trokken achter het Duitse leger de Einsatzgruppen mee; eenheden die achter het front voor de nazi's ongewenste elementen vermoordden. Door de veroveringen kwamen er steeds meer Europese Joden en andere 'ongewenste elementen' in handen van de Duitsers en het probleem wat met hen te doen werd steeds urgenter. Een 'definitieve oplossing' werd dringend gezocht en op 20 januari 1942 kwamen in Berlijn Duitse hoge ambtenaren bij elkaar om daarover te vergaderen. Heydrich was voorzitter van deze 'Wannseeconferentie' met als hoofdonderwerp de 'Endlösung der Judenfrage': de uiteindelijke oplossing van het 'joodse probleem'. Het resultaat van de vergadering was de verfijning en uitvoering van de systematische uitroeiing van alle Joden in Europa, berucht geworden als de 'Holocaust'.

### Reichsprotektor
Voortaan gaf Heydrich leiding aan een georganiseerde massamoord. In datzelfde jaar werd hij ook plaatsvervangend Reichsprotektor van Bohemen en Moravië waar hij de falende Konstantin von Neurath verving. Zijn doortastend optreden tegen het Tsjechische verzet was zeer doeltreffend, een kleine 400 actieve verzetsstrijders werden door Heydrich gelijk geëlimineerd en niet alleen een groot deel van de oppositie verdween achter de tralies, maar ook zwarthandelaren, illegale slagers en profiteurs werden hard aangepakt, onder deze laatste categorie vielen de meeste doodvonnissen en hierbij werd geen onderscheid gemaakt tussen Duitsers of Tsjechen. Daarna werden door hem de prijzen voor de eerste levensbehoeften als voedsel en schoenen verlaagd, werd werken extra beloond en de sociale voorzieningen flink verbeterd. Dit systeem van straf en beloning werkte zeer goed, waardoor de rust in het land terugkeerde. Dit werd door de regering in ballingschap onder leiding van president Edvard Beneš met grote tegenzin waargenomen en na een opmerking van Winston Churchill dat het Tsjechische verzet wel erg rustig was geworden, besloot Beneš om in actie te komen. Daarop werd besloten dat Heydrich, die inmiddels door de geallieerden werd bestempeld als een 'bijzonder gevaarlijk man', geliquideerd moest worden. Voor Heydrich lonkte ondertussen weer een nieuwe post: er waren door insiders, werkend in het Hradschin paleis, geruchten gehoord dat hij naar Frankrijk gestuurd zou worden om het verzet daar in de kiem te smoren. De door Rudolf Hrubec getrainde Tsjechische soldaat Jan Kubiš en de Slowaakse soldaat Jozef Gabčík, die via SOE (Special Operations Executive) vanuit Engeland waren uitgezonden, kregen in Operatie Anthropoid de opdracht om Heydrich te vermoorden in de hoop hiermee in Tsjechië grootschalige represailles tegen de bevolking uit te lokken en hiermee het verzet tegen de Duitsers te heractiveren.

### Aanslag

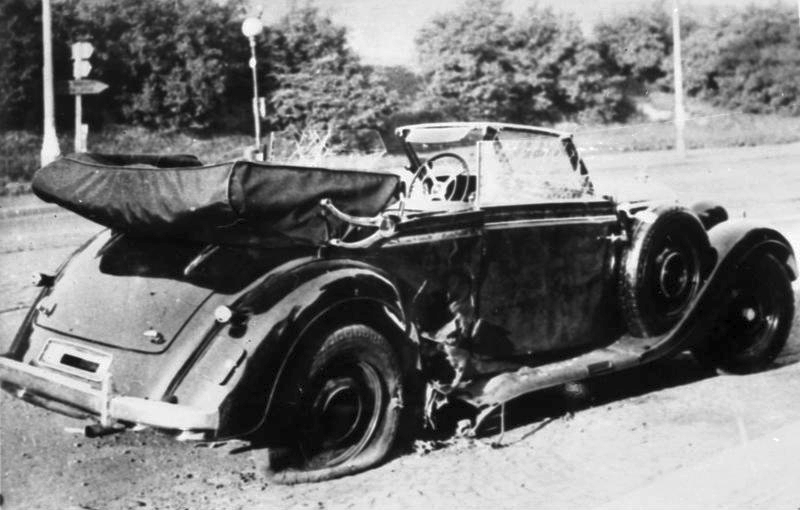
De Mercedes-Benz van Heydrich kort na de aanslag.

Op 12 mei 1942 bezocht Heydrich Den Haag voor besprekingen met Rijkscommissaris Seyss-Inquart. Samen met onder anderen Heinrich Himmler en Anton Mussert bezocht hij daags daarna een sportfeest van de Hitlerjugend.
Heydrich, die in zijn arrogantie meende dat hij niets te vrezen had van het Tsjechische verzet, liet zich graag in zijn open wagen door Praag rijden, die op last van RFSS Himmler wel was voorzien van extra stalen beplating aan de achterzijde. Op 27 mei 1942 zou hij naar Berlijn vliegen om het plan van Hitler om hem naar Frankrijk over te plaatsen ten koste van alles te verhinderen. Rijdend door Praag in zijn open auto werd hij aangevallen. Nadat de stengun van Gabčík weigerde, wierp Kubiš een antitankgranaat naar Heydrichs auto.
De verwondingen van Heydrich leken aanvankelijk mee te vallen. Een spoedoperatie werd geweigerd. De SS-generaal mocht alleen door een Duitse arts behandeld worden. In de dagen die volgden, bleken de verwondingen toch ernstiger. Vuil en paardenhaar uit de bekleding van de auto waren zijn milt binnengedrongen en na een dagenlange overlevingsstrijd stierf Heydrich op 4 juni 1942, volgens een onvolledig uitgevoerde autopsie, aan een bloedvergiftiging. Penicilline zou hem gered kunnen hebben, maar de productie van dat medicijn was in die tijd geheel in handen van de geallieerden.

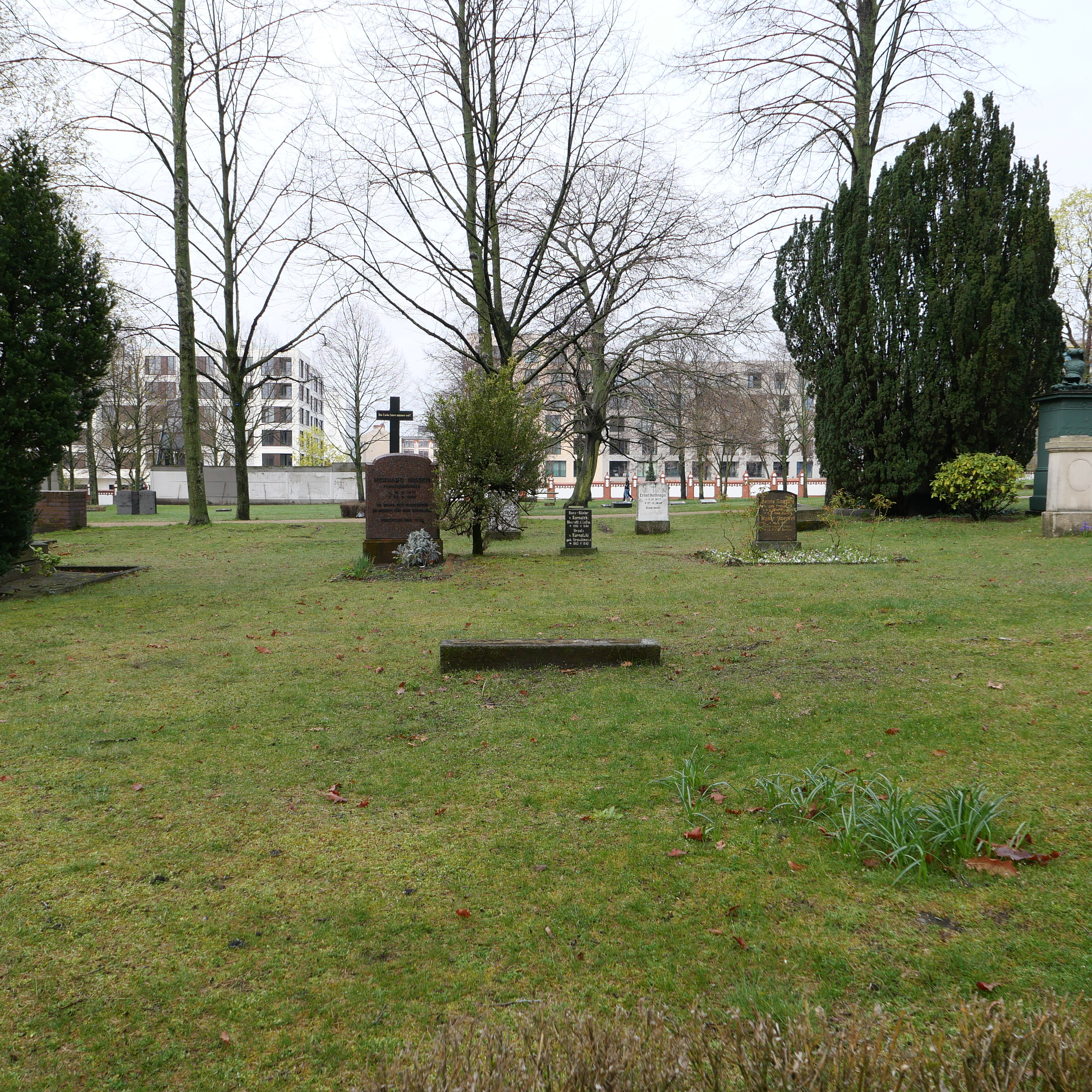
Heydrichs anonieme graf op de Invalidenfriedhof in Berlijn.

De nazi's waren gewend van begrafenissen grote pompeuze plechtigheden te maken en de staatsbegrafenis van Heydrich was daarvan een sprekend voorbeeld. Langs de route en op de pleinen waren enkele honderdduizenden Duitsers en Tsjechen samengekomen om Heydrich de laatste eer te bewijzen en de plechtigheid werd uitgebreid gefilmd en in de bioscoopjournaals getoond. De Duitse posterijen drukten postzegels met Heydrichs portret en aan de gasten bij de herdenkingsplechtigheid werden speciale vellen (Heydrichblok) met een zegel op gelig kunstdrukpapier aangeboden. De overledene werd postuum onderscheiden met de hoogste Duitse onderscheiding, de Duitse Orde.
Gabčík en Kubiš verborgen zich na de aanslag in de crypte van de Sint-Cyrillus-en-Methodiuskerk aan de Resslovastraat (Ulice Resslova) in Praag. Toen de nazi's door verraad van Karel Čurda op 18 juni 1942 deze schuilplaats ontdekten, omsingelden achthonderd SS'ers de kerk. Gabčík en Kubiš verdedigden zich, maar uiteindelijk zagen zij zich genoodzaakt zelfmoord te plegen om arrestatie te voorkomen. Ter ere van de beide partizanen zijn na de Tweede Wereldoorlog in Praag vlak bij de plaats van de aanslag twee straten (Ulice Gabčikova en Ulice Kubišova) naar hen vernoemd. De verrader Karel Čurda werd in 1947 opgepakt, veroordeeld wegens hoogverraad en opgehangen. In de kerk is een tentoonstelling aan de aanslag gewijd. De aanslag op Heydrich is meerdere keren verfilmd, zoals in Hangmen Also Die! (1943) (losse adaptie), Hitler's Madman (1943), Atentát (1964), Operation Daybreak (1975), Anthropoid (2016) en HHhH ook bekend als The Man with the Iron Heart (2017). De laatste film is gebaseerd op de roman HhhH (acroniem voor: Himmlers Hirn heißt Heydrich, Himmlers hersenen heten Heydrich) van de Franse schrijver Laurent Binet, waarin de moord op Heydrich een centrale rol speelt. In 2017 maakte Roel van Broekhoven een zevendelige programmaserie gebaseerd op het boek.

## Wraak
De wraak van de nazi's voor de moord op Heydrich was, zoals Beneš had verwacht, verschrikkelijk. Er volgden bloedige represailles en een massamoord tegen de Tsjechische bevolking. Zo werd op de avond na de begrafenis van Heydrich het Tsjechische dorpje Lidice uitgemoord, in de veronderstelling dat Gabčík en Kubiš daarvandaan kwamen. Alle mannen vanaf 16 jaar werden in dit dorp samengedreven bij een schuur en ter plekke doodgeschoten. Alle goederen, voorraden, dieren, geld en sieraden werden in beslag genomen en het dorp, de oude kerk en het dorpskerkhof werden daarop platgebrand, verwoest of opgeblazen. De grond waarop het dorp had gestaan werd omgeploegd en genivelleerd met bulldozers. De vrouwen en kinderen werden gedeporteerd naar de concentratiekampen Ravensbrück en Chełmno. 82 kinderen werden in het concentratiekamp Chełmno met gaswagens vergast. Hoewel Hitler de onmiddellijke executie van 10.000 Tsjechen beval, werd het plan aangepast om het Tsjechische verzet volledig uit te roeien. Tussen 28 mei en 9 juni 1942 alleen al werden bijna 1800 doodvonnissen uitgesproken door de Duitse krijgsraad. Het vonnis werd ogenblikkelijk uitgevoerd.
Op 24 juni 1942 werd ook het dorp Ležáky omsingeld, alle inwoners werden opgepakt. De inwoners van dat dorp werden ervan verdacht steun te hebben verleend aan de moordenaars van Heydrich. De huizen werden geplunderd en vervolgens in brand gestoken. Vanaf eind oktober tot midden december 1943 zijn de resten van Ležáky door circa 65 gevangenen uit werkkampen met de grond gelijk gemaakt. In tegenstelling tot Lidice is Ležáky nooit meer heropgebouwd. In Pardubice werden 32 inwoners (mannen en vrouwen) neergeschoten en hun lichamen gecremeerd in het lokale crematorium.
De orthodoxe metropoliet Gorazd van de Tsjechische landen en Slowakije werd gearresteerd, gemarteld en geëxecuteerd, samen met de twee priesters en de koster van de kerk op 4 september 1942, omdat zij Jozef Gabčík en Jan Kubiš, de moordenaars van Reinhard Heydrich, hadden laten onderduiken in de Sint-Cyrillus-en-Methodiuskerk in Praag. 256 orthodoxe priesters en gelovigen werden eveneens geëxecuteerd of naar werkkampen in het Derde Rijk gestuurd.

## Carrière
Heydrich bekleedde verschillende rangen in zowel de Allgemeine-SS als Politie. De volgende tabel laat zien dat de bevorderingen niet synchroon liepen.
| Datum             | Reichsmarine         | Luftwaffe                | Allgemeine-SS        | Politie                |
| ----------------- | -------------------- | ------------------------ | -------------------- | ---------------------- |
| 30 maart 1922     | Seekadett            | —                        | —                    | —                      |
| 1 april 1923      | Seeoffizieranwärter  | —                        | —                    | —                      |
| 1 april 1924      | Fähnrich zur See     | —                        | —                    | —                      |
| 1926              | Oberseekadett        | —                        | —                    | —                      |
| 1926              | Oberfähnrich zur See | —                        | —                    | —                      |
| 1 oktober 1926    | Leutnant zur See     | —                        | —                    | —                      |
| 1 juli 1928       | Oberleutnant zur See | —                        | —                    | —                      |
| 12 september 1939 | —                    | Oberleutnant der Reserve | —                    | —                      |
| 1940              | —                    | Hauptmann der Reserve    | —                    | —                      |
| 1941              | —                    | Major der Reserve        | —                    | —                      |
| 14 juli 1932      | —                    | —                        | SS-Mann              | —                      |
| 10 augustus 1931  | —                    | —                        | SS-Sturmführer       | —                      |
| 1 december 1931   | —                    | —                        | SS-Sturmhauptführer  | —                      |
| 25 december 1931  | —                    | —                        | SS-Sturmbannführer   | —                      |
| 28 juli 1932      | —                    | —                        | SS-Standartenführer  | —                      |
| 21 maart 1933     | —                    | —                        | SS-Oberführer        | —                      |
| 9 november 1933   | —                    | —                        | SS-Brigadeführer     | —                      |
| 30 juni 1934      | —                    | —                        | SS-Gruppenführer     | —                      |
| 24 september 1941 | —                    | —                        | SS-Obergruppenführer | Generaal in de politie |

## Lidmaatschapsnummers
- NSDAP-nr.: 544 916 (lid geworden 1 juni 1931[2][26])
- SS-nr.: 10 120 (lid geworden 14 juli 1931[26])

## Decoraties
Selectie:
- Duitse Orde, 1e Klasse met Lauwerkrans en Zwaarden op 9 juni 1942 (postuum)[2][29]
- Bloedorde op 9 juni 1942 (postuum)[2][30][31]
- IJzeren Kruis 1939, 1e Klasse (mei 1940[2][31]) en 2e Klasse (juli 1941[2][31])
- Gewondeninsigne 1939 in goud op 9 juni 1942 (postuum)[2][30]
- Kruis voor Oorlogsverdienste, 1e Klasse met Zwaarden (postuum door Hitler uitgereikt[30])
- Gouden Ereteken van de NSDAP op 30 januari 1939[2][31]
- Gezamenlijke Piloot-Observatiebadge in Goud met Diamanten voor mannen in 1941[2][31]
- Grootkruis in de Orde van de Kroon van Roemenië op 23 september 1941[2]
- Grootofficier in de Orde van Verdienste (Hongarije)[2][31]
- Grootofficier in de Sint-Alexanderorde (Bulgarije)[2]
- Orde van de Rijzende Zon, 1e Klasse[31] met Band[2]